# لاسلو فابیان (ورزشکار پنج‌گانه)
لاسلو فابیان (انگلیسی: László Fábián؛ زادهٔ ۱۸ فوریهٔ ۱۹۶۳) ورزشکار پنج‌گانه مدرن اهل مجارستان بود.
وی در مسابقات کشوری و بین‌المللی در مجموع برندهٔ ۷ مدال طلا، ۵ مدال نقره، ۲ مدال برنز شده‌است.